# 立会川駅
立会川駅（たちあいがわえき）は、東京都品川区東大井二丁目にある京浜急行電鉄（京急）本線の駅である。駅番号はKK06。

## 歴史
- 1904年（明治37年）5月8日 - 開業[1]。
- 1950年（昭和25年）1月 - 駅舎改築[2]。
- 1977年（昭和52年）12月 - ホーム有効長を8両編成分に延伸[2]。
- 1989年（平成元年）6月25日 - 上りホーム高架化[1]。
- 1990年（平成2年）12月2日 - 下りホーム高架化[1][3]。
- 1991年（平成3年）3月 - 駅舎新設[1]。
- 2009年（平成21年）1月20日 - 接近メロディを導入。「草競馬」が採用される。
- 2010年（平成22年）5月16日 - ダイヤ改正が実施され、エアポート急行（現在は急行に改称）の停車駅となる[4]。
- 2022年（令和4年）4月2日 -  副駅名に大井競馬場が追加される[5]。

## 駅構造
相対式ホーム2面2線を有する高架駅である。

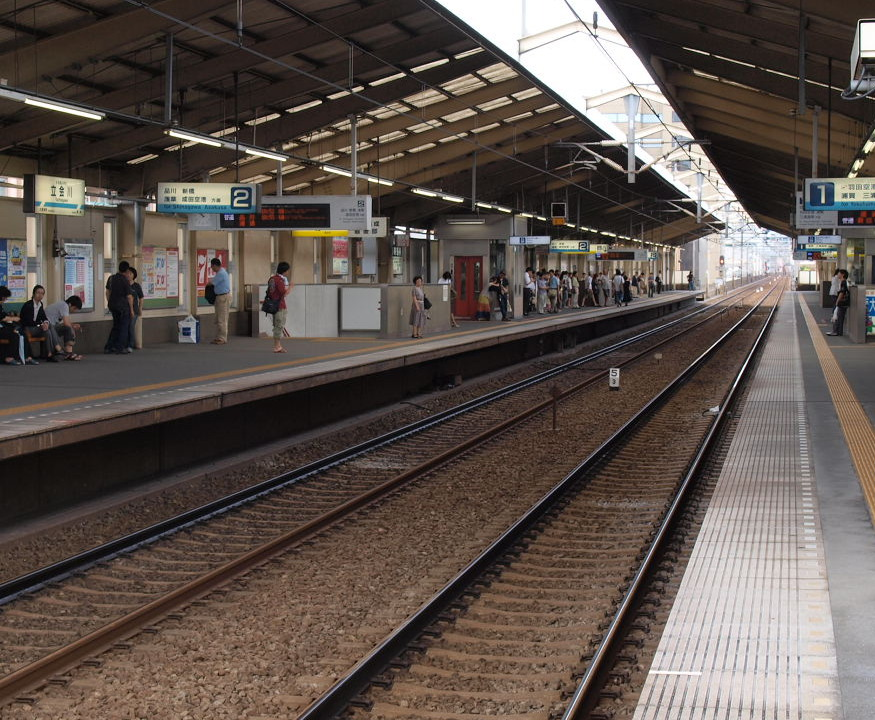
ホーム（2010年8月）

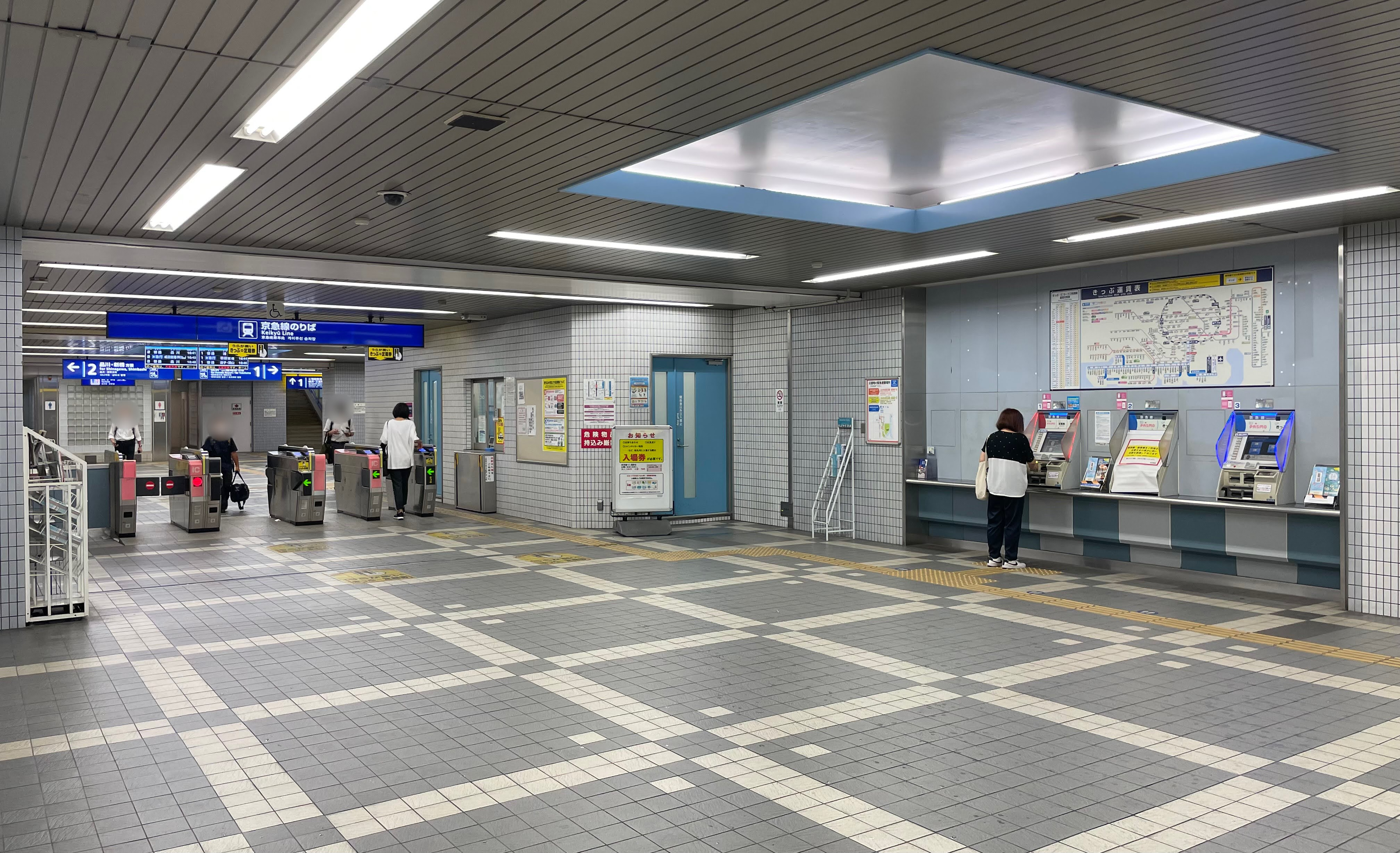
改札口と券売機（2022年7月）

ホームとコンコースを連絡するエレベーターが設置されている。
2009年1月22日の接近メロディの使用開始と同時に、発車標の使用が開始されている。

### のりば
| 番線 | 路線 | 方向 | 行先                              |
| ---- | ---- | ---- | --------------------------------- |
| 1    | 本線 | 下り | 羽田空港方面 / 横浜・三浦海岸方面 |
| 2    | 本線 | 上り | 品川・新橋方面                    |

### 接近メロディ
付近に大井競馬場があることにちなみ、2009年1月22日から、スティーブン・フォスター作曲の『草競馬』をアレンジしたものを接近メロディとして使用している。メロディはスイッチの制作で、編曲は塩塚博が手掛けた。アレンジ部分は1番線がサビ、2番線がAメロである。なお、導入と同時に通過列車接近時の警告音の音程が変更されている。

## 利用状況
2024年（令和6年）度の1日平均乗降人員は17,669人である。京急線全72駅中36位。
近年の1日平均乗降・乗車人員は下記の通り。
| 年度               | 1日平均 乗降人員 | 1日平均 乗車人員 | 出典     |
| ------------------ | ---------------- | ---------------- | -------- |
| 1990年（平成02年） |                  | 9,268            | [ * 1 ]  |
| 1991年（平成03年） |                  | 9,462            | [ * 2 ]  |
| 1992年（平成04年） |                  | 9,466            | [ * 3 ]  |
| 1993年（平成05年） |                  | 9,310            | [ * 4 ]  |
| 1994年（平成06年） |                  | 9,370            | [ * 5 ]  |
| 1995年（平成07年） |                  | 9,262            | [ * 6 ]  |
| 1996年（平成08年） |                  | 9,121            | [ * 7 ]  |
| 1997年（平成09年） |                  | 8,786            | [ * 8 ]  |
| 1998年（平成10年） |                  | 8,630            | [ * 9 ]  |
| 1999年（平成11年） |                  | 8,456            | [ * 10 ] |
| 2000年（平成12年） |                  | 8,392            | [ * 11 ] |
| 2001年（平成13年） |                  | 8,474            | [ * 12 ] |
| 2002年（平成14年） | 17,326           | 8,493            | [ * 13 ] |
| 2003年（平成15年） | 17,346           | 8,415            | [ * 14 ] |
| 2004年（平成16年） | 17,116           | 8,304            | [ * 15 ] |
| 2005年（平成17年） | 17,241           | 8,367            | [ * 16 ] |
| 2006年（平成18年） | 17,230           | 8,378            | [ * 17 ] |
| 2007年（平成19年） | 17,530           | 8,609            | [ * 18 ] |
| 2008年（平成20年） | 17,629           | 8,797            | [ * 19 ] |
| 2009年（平成21年） | 17,798           | 8,901            | [ * 20 ] |
| 2010年（平成22年） | 17,303           | 8,638            | [ * 21 ] |
| 2011年（平成23年） | 16,616           | 8,298            | [ * 22 ] |
| 2012年（平成24年） | 17,011           | 8,501            | [ * 23 ] |
| 2013年（平成25年） | 17,085           | 8,564            | [ * 24 ] |
| 2014年（平成26年） | 17,249           | 8,647            | [ * 25 ] |
| 2015年（平成27年） | 17,871           | 8,948            | [ * 26 ] |
| 2016年（平成28年） | 18,257           | 9,164            | [ * 27 ] |
| 2017年（平成29年） | 19,096           | 9,570            | [ * 28 ] |
| 2018年（平成30年） | 19,554           | 9,795            | [ * 29 ] |
| 2019年（令和元年） | 19,337           | 9,686            | [ * 30 ] |
| 2020年（令和02年） | 14,608           |                  |          |
| 2021年（令和03年） | 14,460           |                  |          |
| 2022年（令和04年） | 15,802           |                  |          |
| 2023年（令和05年） | 16,820           |                  |          |
| 2024年（令和06年） | 17,669           |                  |          |

## 駅周辺

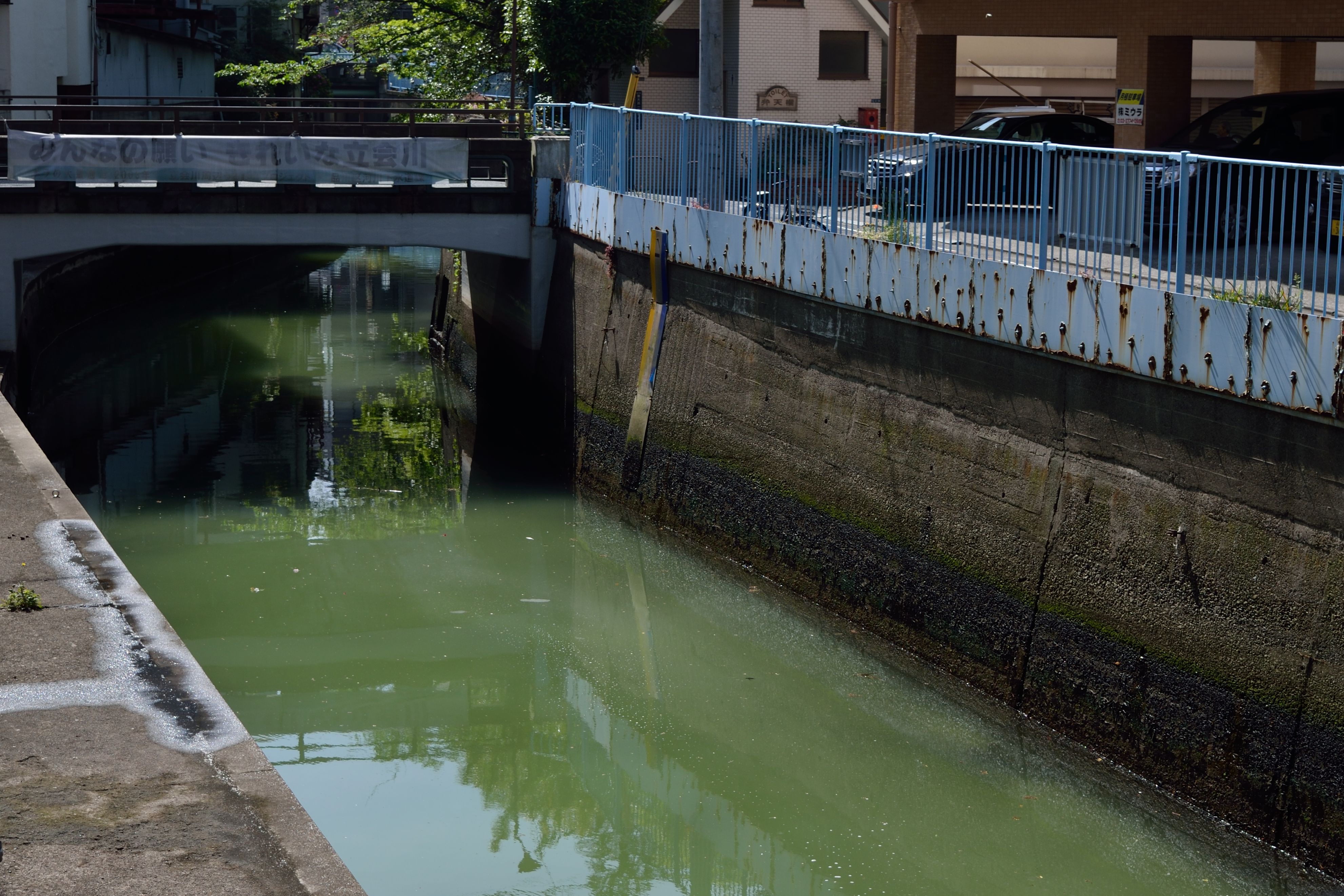
駅前から見た立会川

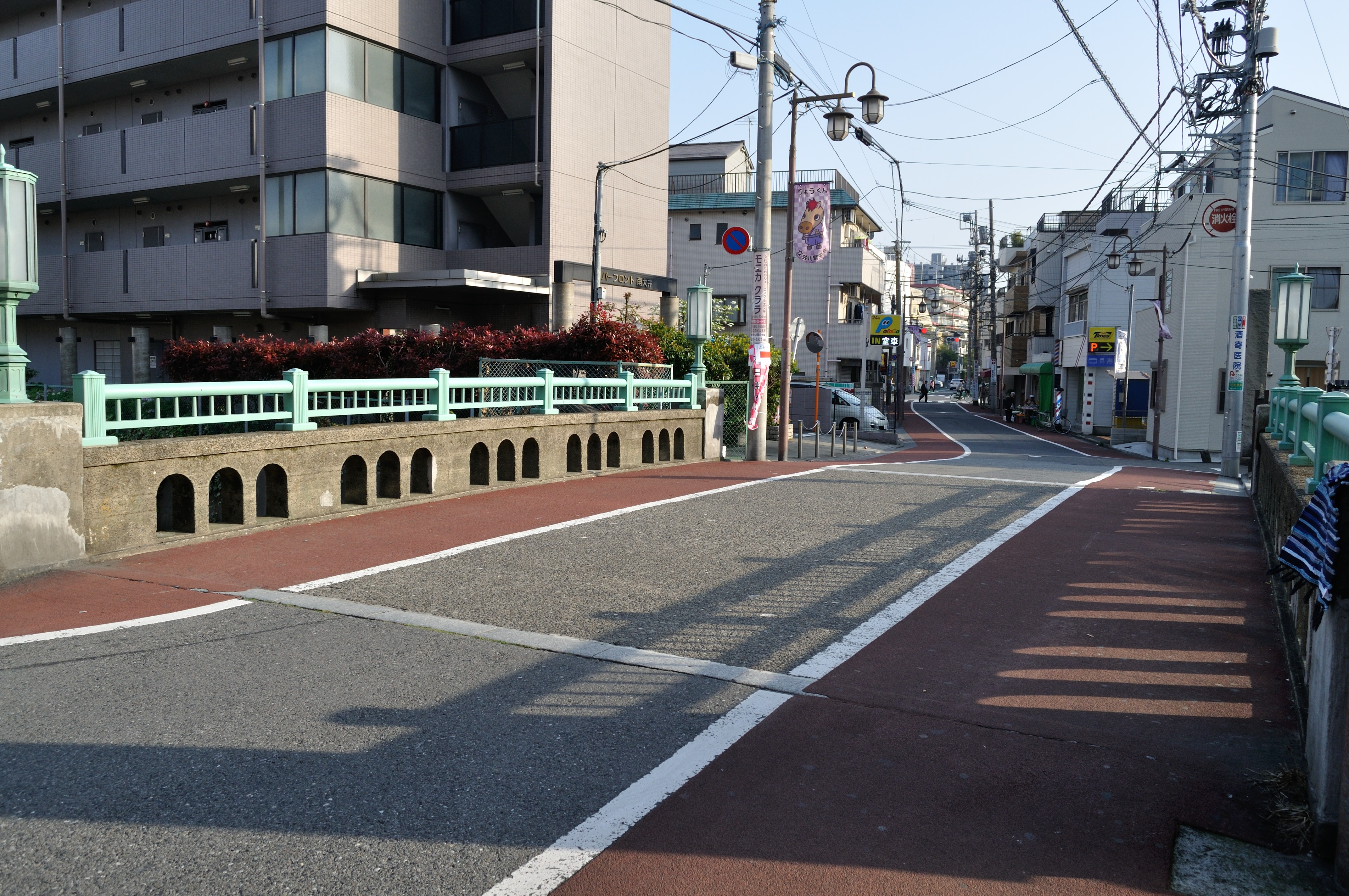
駅付近の旧東海道（旧 泪橋）

駅前を立会川が東西に流れ、南北に走る京急本線を横切る。2003年には川にボラが大量に集まり駅前が見物人で賑わったことがあった。駅直下には、高架化前の鉄道橋梁を転用した人道橋（立会川鉄橋、愛称「ボラちゃん橋」）が存在する。駅の所在地は品川区東大井だが、駅前のこの橋を渡ると品川区南大井に入る。
本駅の近辺では、国道15号（第一京浜）と旧東海道が京急本線を挟んで南北に通る。

### 官公庁・公共施設
- 品川区役所大井第一地域センター
- 警視庁第二方面本部

### 教育機関
- 品川区立浜川中学校

### 郵便局・金融機関
- 品川南大井郵便局

### 史跡・自然
- しながわ区民公園
- 大井ふ頭中央海浜公園
  - 大井ふ頭中央海浜公園スポーツの森第一球技場
  - 大井ふ頭中央海浜公園スポーツの森第二球技場
  - 大田スタジアム

### 店舗
- ウィラ大井
- そうてつローゼン 品川南大井店（2023年9月27日オープン[12]）

### 競技場
- 大井競馬場

### 交通
- 国道15号
- 旧東海道 - 浜川橋（旧 泪橋）

- 勝島運河

### バス路線
- 「立会川」バス停留所（京浜急行バス） - 国道15号線上、徒歩2分。
  - 井19 大井町駅行 / 大森駅・レジャーランド平和島行
- 「しながわ区民公園」バス停留所（京浜急行バス） - 競馬場通り上、徒歩4分。
  - 森22 八潮パークタウン循環 / 大森駅行

## 隣の駅
京浜急行電鉄
 本線
■エアポート快特・■快特・■特急
通過
■急行
青物横丁駅 (KK04) - 立会川駅 (KK06) - 平和島駅 (KK08)
■普通
鮫洲駅 (KK05) - 立会川駅 (KK06) - 大森海岸駅 (KK07)